# Poecilojoppa histrio
Poecilojoppa histrio är en stekelart som beskrevs av Joseph Kriechbaumer 1898. Poecilojoppa histrio ingår i släktet Poecilojoppa och familjen brokparasitsteklar. Inga underarter finns listade i Catalogue of Life.